# Гастрофилёз
Гастрофилёз (Gastrophilosis; Гастерофилёз) — доброкачественный миаз, вызываемый личинками желудочного овода.

## Этиология
Возбудитель данного энтомоза — личинки желудочного овода лошадей Gastrophillus intestinalis (Gasterophilus intestinalis) (семейство Gastrophilidae), крупное желтовато-бурого цвета насекомое, длиной до 15 мм. Личинки оводов имеют очень простое строение, червеобразны, не имеют конечностей и головы. Тело веретенообразной формы, состоит из 13 сегментов. У всех есть задние дыхальца, расположенные на 13-м сегменте. Иногда на 3-м сегменте имеется пара мелких дыхалец. Кроме того, на переднем конце находится пара острых, изогнутых крючков. На всех сегментах, исключая 12-й и 13-й, есть ряды шипиков, имеющих диагностическое значение.

## Гастрофилёз человека
Человек заражается при контакте с лошадью.
Болезнь представляет собой разновидность Larva migrans. Личинки желудочного овода мигрируют в эпидермисе кожи, проделывая за сутки ход длиной до 30 см.
Личинки в течение длительного времени (до 2-2,5 месяцев) могут мигрировать в мальпигиевом (базальном и шиповатом) слое кожи, проделывая за сутки ход длиной 3-5 см (до 30 см). Миграция сопровождается сильным зудом, а её след имеет вид подживающей царапины, поэтому болезнь также имеет названия "ползучая болезнь", "волосатик" (см. Кожный миаз).
Лечение: личинку удаляют из хода, вскрыв конец его иглой или скальпелем.
Изредка личинки желудочного овода паразитируют в желудке человека. Механизм заражения в этих случаях не установлен. Заболевание сопровождается тяжёлыми и длительными гастритами (см. Кишечный миаз).
В редких случаях личинки Gasterophilus intestinalis вызывают офтальмомиаз, при котором наблюдается раздражение конъюнктивы, чувство инородного тела, зуд, жжение и слезотечение. Осмотр глаза с помощью щелевой лампы выявляют небольшого личинку энергично передвигающуюся
в субконъюнктивальной ткани. Личинку удаляют под анестезией с использованием операционного микроскопа.
Gastrophilus haemorrhoidalis могут вызвать кишечный миаз. Подкожный миаз может вызывать Gastrophilus nigricornis.

## Гастрофилёз лошадей
Наибольшее значение у однокопытных имеют большой желудочный овод, краснохвостый желудочный овод, кишечный овод, восточный овод, малый желудочный и черноусый желудочный овода.
Самки оводов откладывают яйца на волосяной покров лошадей и других непарнокопытных в области лопаток, шеи, хвоста, губ, щёк, межчелюстного пространства. Во время чесания животное слизывает яйца оводов. Из яиц в ротовой полости животных развиваются личинки. Через 2—3 недели личинки с кормом попадают в желудок. Внедряясь в стенку пищеварительного тракта, личинки травмируют её, нарушают моторные и секреторные функции желудка и кишечника, вызывают явления гастроэнтерита, колики, исхудание, анемию и др. Из кишечника через 9—10 месяцев личинки выносятся наружу с экскрементами. Окукливаются паразиты в почве. 
- G. intestinalis
- G. intestinalis яйца на лошади
- G. intestinalis Личинка G. intestinalis
- Личинки G. intestinalis в желудке лошади
- G. intestinalis имаго.